# Clematis shensiensis
Clematis shensiensis är en ranunkelväxtart som beskrevs av Wen Tsai Wang. Clematis shensiensis ingår i släktet klematisar, och familjen ranunkelväxter. Inga underarter finns listade i Catalogue of Life.